# タカチホ (卸売業)
株式会社タカチホは、長野県長野市に本社を置く土産品の製造、卸、販売および一般小売、スーパー銭湯の経営を行う企業である。

## 沿革
- 1949年2月 - 株式会社高千穂ストアー設立。
- 1963年10月 - 現社名に変更。
- 1994年10月 - 株式を店頭公開（現在のJASDAQ）。
- 2019年4月 - 同年7月1日付で、スーパー銭湯6店舗中長野県外の5店舗を極楽湯ホールディングスに事業譲渡することを決定。本社近くに位置する「まめじま湯ったり苑」は地域とのつながりを考慮し、売却の対象としない[2]。
- 2025年1月 - 名古屋証券取引所メイン市場に上場。

## 事業内容
- 土産品（土産菓子など）の製造、卸、販売

佐渡島では離島戦隊サドガシマンも販売
- 一般小売
  - ショッピングタウンあおぞら
  - ギフトプラザタカチホ（シャディ）
  - アウトドアステーションバンバン
  - シャトレーゼ（FC）
- スーパー銭湯（まめじま湯ったり苑）

女池湯ったり苑（新潟市中央区）・松崎湯ったり苑（新潟市東区）・槇尾湯ったり苑（新潟市西区）・とみや湯ったり苑（宮城県富谷市）・羽生湯ったり苑（埼玉県羽生市）は、2019年7月1日を以って極楽湯ホールディングスに事業譲渡する。
- 店舗設計